# Agapit de Ravenna
Sant Agapit de Ravenna, va ser un bisbe i màrtir que nasqué a finals del segle iii i morí a Ravenna dins la primera meitat del segle iv (340?).
En el santoral i Martirologi romà celebra la seva memòria el 16 de març.
L'historiador Agnello de Ravenna en el seu llibre Liber Pontificalis de l'Església de Ravenna no fa menció a la data de la seva mort.
Fins al segle x aquest sant restà sepultat al cementiri adjacent a la basílica Sant Probo di Classe; el 963 l'arquebisbe Pere IV n'exumà les relíquies i les traslladà a la catedral metropolitana Anastasi Urbana.
Però el seu culte només va començar a afirmar-se a partir del segle xi, quan es va estendre a tots els primers bisbes de Ravenna la tradició de l'elecció miraculosa a través del davallament d'un colom sobre el cap del candidat (Bisbes Colombins), tradició originàriament només pròpia de Sant Sever de Ravenna.